# Louis-Philippe Demers
Pour les articles homonymes, voir Demers.
Louis-Philippe Demers B.Sc. M.Sc. (6 août 1922 - 14 février 1996) était un pharmacien de la ville de Québec.

## Biographie
Il est né le 6 août 1922 dans une famille aisée. Il fit ses études à l'Université Laval de Québec et obtint une maîtrise de l'Université Harvard au Massachusetts. Il œuvra comme professeur et fut l'un des premiers chargé de cours de pharmacognosie à l'École de pharmacie de Université Laval. 
Par la suite, il fonda la pharmacie Demers dans le quartier Sillery (coin Belvédère et René-Levesque), en 1951. Cette pharmacie fut reprise par Lise et Jean Demers, ses enfants, qui ont vendu leurs actifs au début de l'année 2008. M.Demers accéda au poste de gouverneur de l'Ordre des pharmaciens du Québec et siégea au bureau de discipline durant de longues années. 
Il fut lauréat du prix Hygie, remis par l'Association québécoise des pharmaciens propriétaires pour honorer l'habileté avec laquelle un pharmacien conjugue sa profession et son implication sociale et caritative. M.Demers fut membre du Cercle de l'Université Laval qui fusionna avec le Cercle privé de la Garnison de Québec. 
Il s'éteignit le 14 février 1996, à sa résidence secondaire en Floride, des suites d'un anévrisme à l'aorte abdominale. Ses funérailles réunirent près de 700 personnes venues des quatre coins de la province et du nord-est des États-Unis. Il laissa dans le deuil sa femme Rita L. Demers et ses quatre enfants.
En 2010 fut créé par la Faculté de pharmacie de l'Université Laval le prix Louis-Philippe Demers. Ce prix est remis à un chargé de cours, à la suite d'un vote des étudiants, pour l'excellence de son enseignement.